# Małoje Czertiszczewo
Małoje Czertiszczewo (ros. Малое Чертищево) – wieś w Rosji, w rejonie wołogodzkim obwodu wołogodzkiego. W 2021 r. była niezamieszkana.